# 伊藤忠一 (外交官)
伊藤 忠一（いとう ちゅういち）は、日本の法務官僚、外交官。リオデジャネイロ総領事、駐ネパール特命全権大使等を経て、日本ネパール協会会長を務めた。

## 人物・経歴
岩手県生まれ。岩手県立一関第一高等学校を経て、1955年東北大学文学部卒業。1956年法務省入省。1962年外務省入省。1974年外務大臣官房領事移住部旅券課長。1978年在中華人民共和国日本国大使館参事官。1980年在ペルー日本国大使館参事官、リマ総領事。1983年リオ・デ・ジャネイロ総領事。1987年駐エティオピア特命全権大使。同年勲五等双光旭日章受章。1990年駐ネパール特命全権大使。退官後、日本ネパール協会（日ネ協会）会長や、セブンサミッツ持続社会機構特別顧問を務めた。2008年瑞宝中綬章受章。